# Пію сірогорлий
Пію сірогорлий (Synallaxis brachyura) — вид горобцеподібних птахів родини горнерових (Furnariidae). Мешкає в Центральній і Південній Америці.

## Опис

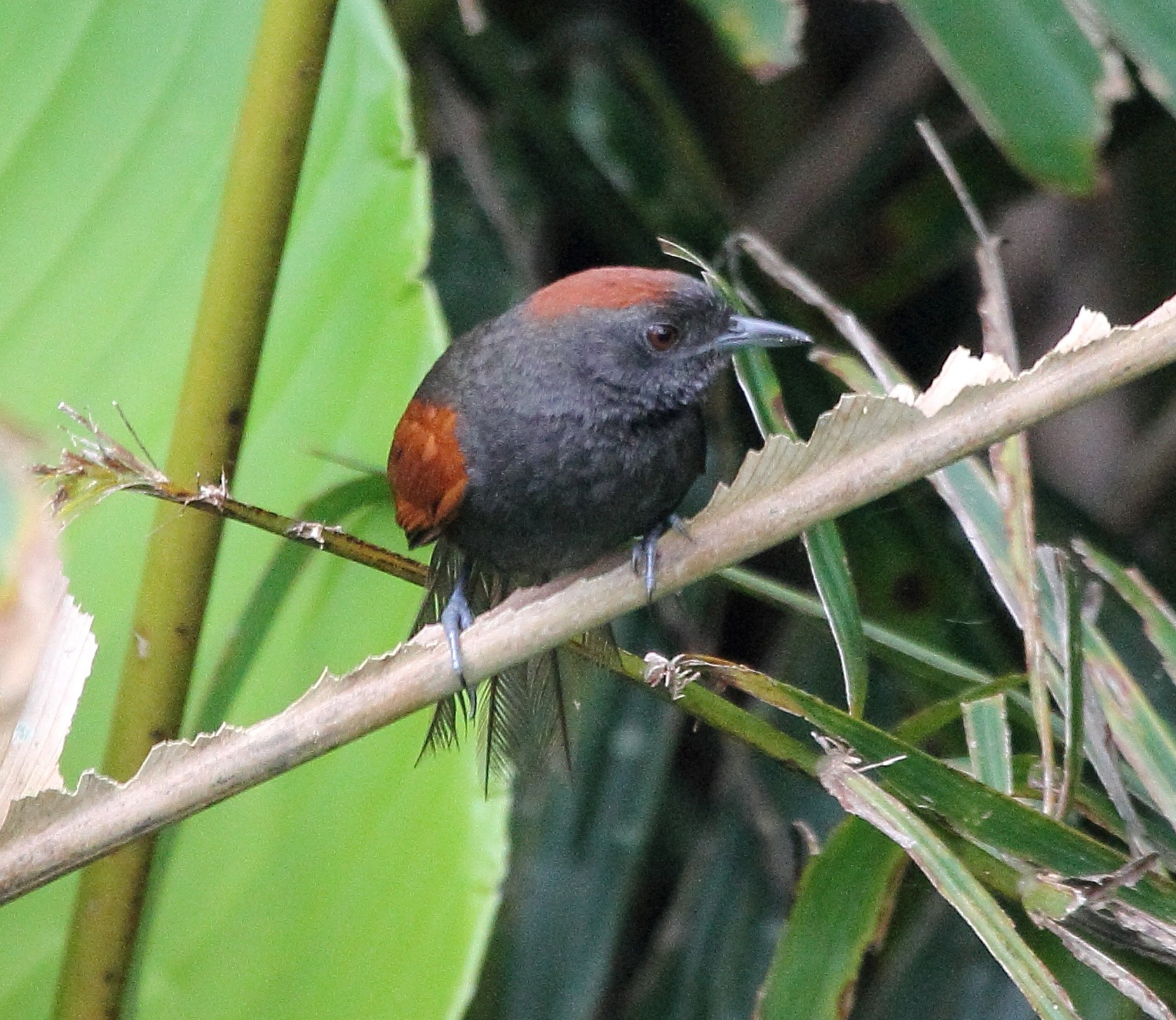
Сірогорлий пію

Довжина птаха становить 14-16 см, вага 16-21 г. Лоб і скроні темно-сірі. Тім'я, потилиця і покривні пера крил руді. Верхня частина тіла темно-коричнево-оливкова, крила і хвіст темно-оливкові. Підборіддя і горло темно-сірі, поцятковані білими плямками. Пера на нижній частині горла чорні біля основи, що створює на горлі чорнувату пляму. Груди темно-сірі, живіт дещо світліший. Боки чорнувато-оливкові. Очі червонувато-карі, дзьоб чорний, лапи сизуваті або чорнуваті.

## Підвиди
Виділяють чотири підвиди:
- S. b. nigrifumosa Lawrence, 1865 — від північного і східного Гондурасу до центральної Панами та від північно-західної Колумбії до північно-західного Еквадору (на південь до Гуаясу);
- S. b. griseonucha Chapman, 1923 — південно-західний Еквадор (від Гуаясу до Асуая) та крайній північний захід Перу (Тумбес);
- S. b. brachyura Lafresnaye, 1843 — долина річки Магдалена (північ центральної Колумбії);
- S. b. caucae Chapman, 1914 — долина річки Каука (центральна Колумбія).

## Поширення і екологія
Сірогорлі пію мешкають в Гондурасі, Нікарагуа, Коста-Риці, Панамі, Колумбії, Еквадорі і Перу. Вони живуть у рівнинних і гірських вологих тропічних лісах, рідколіссях, чагарникових заростях, в садах і на плантаціях. Зустрічаються на висоті до 2000 м над рівнем моря. Живляться безхребетними та їх личинками, яких шукають серед рослинності. Гніздо кулеподібне з трубкоподібним входом, діаметром 36×43 см, зроблене з гілочок